# Brüninghausen (Halver)
Brüninghausen ist eine Hofschaft in Halver im Märkischen Kreis im nordrhein-westfälischen Regierungsbezirk Arnsberg in Deutschland.

## Lage und Beschreibung
Brüninghausen liegt auf 360 Meter über Normalhöhennull im südöstlichen Halver in der Quellmulde eines Zuflusses der Kierspe an der Stadtgrenze zu Kierspe. Nordwestlich von Brüninghausen erhebt sich mit 410,2 m ü. NHN der Störtlenberg. Der Ort ist über eine Zufahrt erreichen, die bei Bergfeld von der Kreuzung der Landesstraßen 528 und 284 abzweigt. Weitere Nachbarorte sind  Schneehohl, Hohl, Wegerhof, Schmidthausen, Collenberg, Stichterweide und Sticht, sowie die Kiersper Ortschaften Lammecke, Lohfeld, Romberg, Neuenhaus und Kiersper Löh.

## Geschichte
Brüninghausen („Haus der Sippe des Bruno“) wurde erstmals 1480 urkundlich erwähnt, die Entstehungszeit der Siedlung (-inghausen-Form) wird aber für den Zeitraum zwischen 500 und 550 infolge der ersten sächsischen Landnahme vermutet. Somit gehört Brüninghausen zu den ältesten Siedlungen in Halver.
Um 1500 ist durch Urkunden belegt, dass der Hof Brüninghausen dem bergischen Amt Beyenburg abgabenpflichtig war. Die Gerichtsbarkeit des Hofs unterstand einem extra für die bergischen Höfe im ansonsten märkisch beherrschten Kirchspiel Halver bestellten bergischem Richter, was häufig zu Streit mit dem für das Kirchspiel eigentlich zuständigen märkischen Gografen führte.
1818 lebten 26 Einwohner im Ort. Laut der Ortschafts- und Entfernungs-Tabelle des Regierungs-Bezirks Arnsberg wurde Brüninghausen als Hof kategorisiert und besaß 1838 eine Einwohnerzahl von 42, allesamt evangelischen Glaubens. Der Ort gehörte zur Bergfelder Bauerschaft innerhalb der Bürgermeisterei Halver und besaß sechs Wohnhäuser, zwei Fabriken bzw. Mühlen und zwei landwirtschaftliche Gebäude.
Das Gemeindelexikon für die Provinz Westfalen von 1887 gibt eine Zahl von 29 Einwohnern an, die in vier Wohnhäusern lebten. Ab 1989 kam ein 5. Wohnhaus dazu.